# مينغ س. لين
مينغ س. لين (بالإنجليزية: Ming C. Lin)‏ هي عَالِمَة حاسوب ومهندسة أمريكية، ولدت في القرن العشرين.